# Tolpia paraunguis
Tolpia paraunguis là một loài bướm đêm thuộc họ Erebidae. Nó được tìm thấy ở Thái Lan.
Sải cánh dài 13–15 mm. 